# S Rio Grande do Sul (S-11)
O S Rio Grande do Sul (S-11) foi um submarino da Classe Tench construído em 1944, comissionado em 1949, foi posteriormente decomissionado em 1972 e transferido para a Força de Submarinos da Marinha do Brasil no mesmo ano. Deu baixa no serviço ativo em 1993.
USS Grampus (SS-523), serviu como protótipo para o Programa GUPPY II .